# Mramornyj dom
Mramornyj dom (Мраморный дом) è un film del 1972 diretto da Boris Alekseevič Grigor'ev.

## Trama
Il film è ambientato nel 1945. Gli adolescenti che vivevano nella città posteriore avevano sentito che da qualche parte negli scantinati di una casa vicina c'era un tesoro. È una questione d'onore trovarlo per aiutare il fronte. Ma la caccia al tesoro è quasi costata la vita ai bambini.